# Miguel Lacour
Miguel Lacour es un deportista argentino que compitió en vela en la clase Soling. Ganó una medalla en el Campeonato Mundial de Soling de 2006, y dos medallas en el Campeonato Europeo de Soling en los años 2007 y 2012.

## Palmarés internacional
| Campeonato Mundial | Campeonato Mundial         | Campeonato Mundial | Campeonato Mundial |
| Año                | Lugar                      | Medalla            | Clase              |
| ------------------ | -------------------------- | ------------------ | ------------------ |
| 2006               | Annapolis (Estados Unidos) | Medalla de bronce  | Soling             |
| Campeonato Europeo |                            |                    |                    |
| Año                | Lugar                      | Medalla            | Clase              |
| 2007               | Arendal (Noruega)          | Medalla de bronce  | Soling             |
| 2012               | Aarhus (Dinamarca)         | Medalla de oro     | Soling             |

1. ↑  En algunas ediciones del Campeonato Europeo se permitió la participación de regatistas de otros continentes.